# Hisao Tanabe

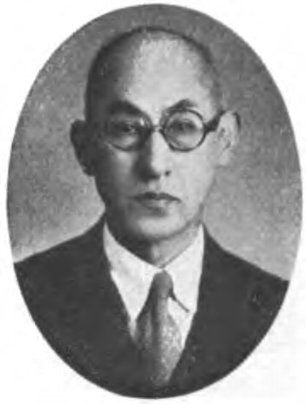
Hisao Tanabe

Hisao Tanabe (japanisch 田辺 尚雄, Tanabe Hisao; * 16. August 1883 in Tokio; † 5. März 1984 daselbst) war ein japanischer Musikwissenschaftler. Tanabe war der Begründer der modernen japanischen Musikwissenschaft.

## Leben und Werk
Ab 1900 nahm Tanabe Violinunterricht beim Kaiserlichen Hofmusiker Ōno Tadamoto. 1903 trat er in die Violinklasse der Kaiserlichen Musikhochschule ein. 1905 schrieb er sich für ein Physikstudium an der Kaiserlichen Universität in Tokio ein. Gleichzeitig nahm er Unterricht in Harmonielehre und Komposition bei dem französischen Missionar und katholischem Priester Noël Peri. 1907 graduierte er an der Kaiserlichen Universität als Bachelor of Science. In einem Postgraduiertenstudium studierte er an der medizinischen Fakultät Akustik und Tonpsychologie. Er trat in das Forschungsinstitut für nationaljapanische Musik ein und erlernte die klassischen Formen der japanischen Musik. Nach seinem Postgraduiertenstudium promovierte er zum Dr. rer. nat. 1914 hielt er die ersten Vorlesungen über Japanische Musikgeschichte an der Kaiserlichen Universität in Sendai. 1919 wurde er zum Lehrer für Musikpsychologie und Musikgeschichte am Kaiserlichen Hoforchester ernannt. 1923 wurde er als Professor für Musik an die Kokugakuin-Universität Tokio berufen. 1929 erhielt er einen Lehrauftrag für japanische Musikgeschichte an der Kaiserlichen Universität Tokio. Seit 1943 war Tanabe Präsident der Japanischen Gesellschaft für ostasiatische Musik.
Zahlreiche Studienreisen führten Tanabe nach Korea (1921), nach Formosa und den Ryukyu-Inseln (1922), nach Nord- und Zentralchina (1923), nach Sachalin und einigen pazifischen Inseln (1934). Er veröffentlichte in japanischer Sprache „Von der östlichen Musik“ (1927), „Geschichte der östlichen Musik“ (1930), „Überblick über die japanische Musik“ (1935), „Musik in Japan“ (1947), „Musikgeschichte der Samisen“ (1963), „Japanese Music“ (1966), „Die Musikinstrumente Japans“ (1964) und „Bericht über Forschungsreisen nach Korea und China“ (1970). Er gab folgende Musiksammlungen heraus: „Moderne japanische Musik“ (1931), „Populäre japanische Melodien“ (1932) und „Sammlungen japanischer Musik“ (1939).